# Postcards of the Hanging
Postcards Of The Hanging je výběr z koncertních nahrávek americké rockové skupiny Grateful Dead, nahraných v letech 1973–1990. Album obsahuje předělávky skladeb Boba Dylana a vyšlo v roce 2002.

## Seznam skladeb
Všechny skladby napsal Bob Dylan.
1. "When I Paint My Masterpiece" - 6:11
2. "She Belongs to Me" - 7:20
3. "Just Like Tom Thumb's Blues" - 4:29
4. "Maggie's Farm" - 6:13
5. "Stuck Inside of Mobile with the Memphis Blues Again" - 8:07
6. "It Takes a Lot to Laugh, It Takes a Train to Cry" - 7:35
7. "Ballad of a Thin Man" - 6:40
8. "Desolation Row" - 9:55
9. "All Along the Watchtower" 5:44
10. "It's All Over Now, Baby Blue" - 7:23
11. "Man of Peace" - 5:51

## Sestava
- Jerry Garcia - sólová kytara, zpěv
- Bob Weir - rytmická kytara, zpěv
- Phil Lesh - basová kytara, zpěv
- Brent Mydland - klávesy, varhany, zpěv
- Mickey Hart - bicí
- Bill Kreutzmann - bicí
- Keith Godchaux - piáno (skladba 6)

### Additional personnel
- Dickey Betts - kytara (skladba 6)
- Bob Dylan - akustická kytara, zpěv (skladba 11)
- Butch Trucks - bicí (skladba 6)